# Daaibooi
Daaibooi Es el nombre que recibe una playa en la isla caribeña de Curazao una dependencia del Reino de los Países Bajos en las Antillas. El lugar está situado cerca de la localidad de Sint Willibrordus, a 30 minutos en vehículo hacia el noroeste de la ciudad de Willemstad la capital insular. La playa se encuentra en una bahía aislada, rodeada de acantilados. Es conocido que la tortuga boba anida habitualmente aquí. La playa se utiliza como punto de partida para el buceo. Hay un restaurante simple en el sitio.